# (7864) 1982 EE
(7864) 1982 EE là một tiểu hành tinh vành đai chính. Nó được phát hiện bởi Antonín Mrkos ở Đài thiên văn Kleť gần České Budějovice, Cộng hòa Séc, ngày 14 tháng 3 năm 1982.